# فيضانات إيست لندن 2022
فيضانات إيست لندن 2022 في 10 يناير 2022 تسببت الفيضانات في إيست لندن بجنوب إفريقيا في مقتل عشرة أشخاص وترك المئات بلا مأوى حيث جرفت المنازل سيئة البناء، خاصة في مدينة مدانتسان الواقعة خارج المدينة. يعتقد العلماء أن تغير المناخ هو سبب تفاقم الفيضانات والجفاف على طول الساحل الشرقي للبلاد، حيث تقع المدينة التي يبلغ عدد سكانها حوالي نصف مليون نسمة. في عام 2019 وضعت وزارة البيئة خطة لجنوب إفريقيا للتكيف مع تغير المناخ، والتي تشمل تعزيز استعدادها للاستجابة بشكل أسرع لكوارث الطقس ومساعدة الضحايا على التعافي.